# 13677 Alvin
13677 Alvin (1997 NK1) là một tiểu hành tinh vành đai chính được phát hiện ngày 2 tháng 7 năm 1997 bởi Spacewatch ở Kitt Peak. The asteroid's name refers to the deep-ocean submersible vehicle Alvin.